# 鳳陽朱氏
鳳陽朱氏來自安徽鳳陽，為明朝皇族。源出自沛郡朱氏。

## 发展

### 句容朱氏
據《明史》、《明實錄》和《天潢玉牒》載，明太祖朱元璋的籍貫應是金陵句容。「太祖开天行道肇纪立极大圣至神仁文义武俊德成功高皇帝，讳元璋，字国瑞，姓朱氏。先世家沛，徙句容，再徙泗州。父世珍，始徙濠州之钟离。」 由此可見，明朝皇族朱氏屬於沛國郡。在朱元璋親自御筆親書的【朱氏世德碑記】中，記錄：「本宗朱氏出自金陵之句容，地名朱巷，有通德鄉。上世以來，服勤農桑。」可見，明朝皇族原是金陵句容縣（今江蘇句容縣）朱家巷通德鄉。
句容朱氏家族而後遷徙至泗州，再由明太祖之父朱世珍開始，遷徙至濠州钟离（今安徽省凤阳县）。元天历元年（1328年），朱元璋出生於盱眙縣（今江蘇盱眙）太平鄉（今安徽省明光市明光街道趙府村）境內。

### 紫陽朱氏
句容朱氏與朱熹的紫陽朱氏同宗。紫陽朱氏為五代十國時期婺源茶院公朱瓌（音同「歸」，亦作朱瑰）後裔，皆為唐太宗大臣兼史學家朱敬則公之後裔。
據茶院府君後裔明朝南京御史朱吾弼所撰《豐城社山朱氏世考》記載，金陵句容朱氏確源出朱熹所在的婺源茶院朱氏，與朱熹共祖茶院制置使朱瓌─又名古僚、舜臣。
朱瓌生三子：朱廷傑、朱廷滔、朱廷雋。朱廷雋生一子朱昭元。朱昭元生三子：朱惟甫、朱惟贊、朱惟節。其中朱惟甫一支仍居婺源，朱熹即為他的六世裔孫。朱惟甫之弟朱惟節，官任禮部員外郎，始自徽州婺源徙居金陵句容縣北街巷，由此遂成句容朱氏一脈，為當地望族，更以姓稱呼所居地，改北街巷為朱家巷。 

### 沛郡朱氏
沛郡朱氏是各朱氏堂中最為悠久顯赫的一支。據垂裕堂【虞邑朱氏宗譜】和敦睦堂【朱氏宗譜】等大量譜牒資料記載，聞名天下的沛國朱氏，其開基始祖就是朱氏肇姓大始祖邾夷鴻之子朱秺。朱秺，字世秘，為邾夷鴻之子，早年隨父由邾國茅邑徙隱於魯國沛邑，後拜齊國大夫。不久，齊國發生了田氏之亂，朱秺為了避難離齊，徙居魯國蕭縣西南的相邑（今安徽濉溪縣西北）。從此，朱秺的後裔便世代在相邑居住。
沛邑位於今江蘇、山東、河南、安徽四省交界地帶。沛邑一地，秦改為沛縣兼為泗水郡的郡治。西漢高祖時，改泗水郡為沛郡，將郡治改設在相縣，稱沛邑為小沛。沛郡在東漢時改稱沛國，仍治相縣，到了東晉，又恢復沛郡舊名，遷治今江蘇蕭縣西北。
由於邾夷鴻逃隱沛邑於先，而朱秺徙居的相邑後來又成為沛郡、沛國的郡治，再加上漢魏之沛國相縣朱氏大興，因而朱姓後裔便把沛國當作朱姓的發源地，隋唐之後更把沛國認作朱的主要郡望。今天大多數朱姓族人都稱自己為沛國朱氏，甚至海外朱姓華人之祠堂也以「沛國堂」為堂號。
沛郡朱氏此支朱氏在漢朝時一世祖為西漢大司馬朱詡，其子朱浮在漢光武帝時官至大司空。此堂朱氏又延生出後來的吳郡朱氏。再後來在隋時又延生出鳳陽朱氏。在唐時又衍生出婺源茶院朱氏（紫陽堂朱氏，白鹿堂朱氏，與居敬堂朱氏）。

## 索引
1. ↑   張廷玉>> 《明史》> 卷001 本紀第一太祖一
2. ↑  關於朱敬則公是會宮朱氏先祖的研究資料， 會里朱氏宗親網，http://www.hgzhu.cn/news_show.asp?id=654 （页面存档备份，存于）
3. ↑  朱元璋與朱熹的關係，朱氏宗親網，http://www.zhuweb.cn/zhu/bbs/dispbbs.asp?boardid=8&Id=45%5B%5D
4. ↑  沛國朱氏，.   [2011-03-06]. （原始内容存档于2013-02-07）.
5. 1 2  沛國朱氏，觀音堂朱氏家譜網，.   [2011-03-06]. （原始内容存档于2013-02-07）.
6. ↑  朱姓來源及郡望堂號，台灣網 -姓氏源流，.   [2011-03-06]. （原始内容存档于2013-10-22）.

## 另見
- 明朝皇族
- 朱氏